# Герасимов, Константин Михайлович
Константин Михайлович Гера́симов (20 февраля (5 марта) 1910 год — 20 октября 1982, Москва, РСФСР) — советский государственный деятель, заместитель председателя Совета Министров РСФСР, председатель Госплана РСФСР (1960—1974).

## Биография
Родился в Подольском уезде Московской губернии. Член ВКП(б) с 1939 года.
В 1935 году окончил Московский механико-машиностроительный институт.
- 1935—1938 гг. — технолог, заместитель начальника цеха, начальник конструкторского бюро Подольского завода,
- 1939—1941 гг. — главный инженер Подольского завода,
- 1941—1949 гг. — начальник Главного управления Народного комиссариата — Министерства вооружения СССР,
- 1949—1951 гг. — заместитель министра вооружения СССР,
- 1951—1954 гг. — директор НИИ,
- 1954—1958 гг. — в Министерстве оборонной промышленности СССР,
- 1958—1960 гг. — первый заместитель председателя СНХ Горьковского экономического административного района,
- 1960 г. — председатель СНХ Горьковского экономического административного района,
- 1960—1974 гг. — заместитель председателя Совета Министров РСФСР, председатель Госплана РСФСР.

Кандидат в члены ЦК КПСС (1961—1976). Депутат ВС СССР 6—8-го созывов (1962—1976).
С 1974 года на пенсии.
Похоронен в Москве на Троекуровском кладбище.

## Награды
- Сталинская премия 2-й степени (1951) — за работу в области приборостроения;
- орден Ленина (1970);
- орден Трудового Красного Знамени (1960);
- орден Отечественной войны I степени;
- медали.